# Ausiliario del traffico

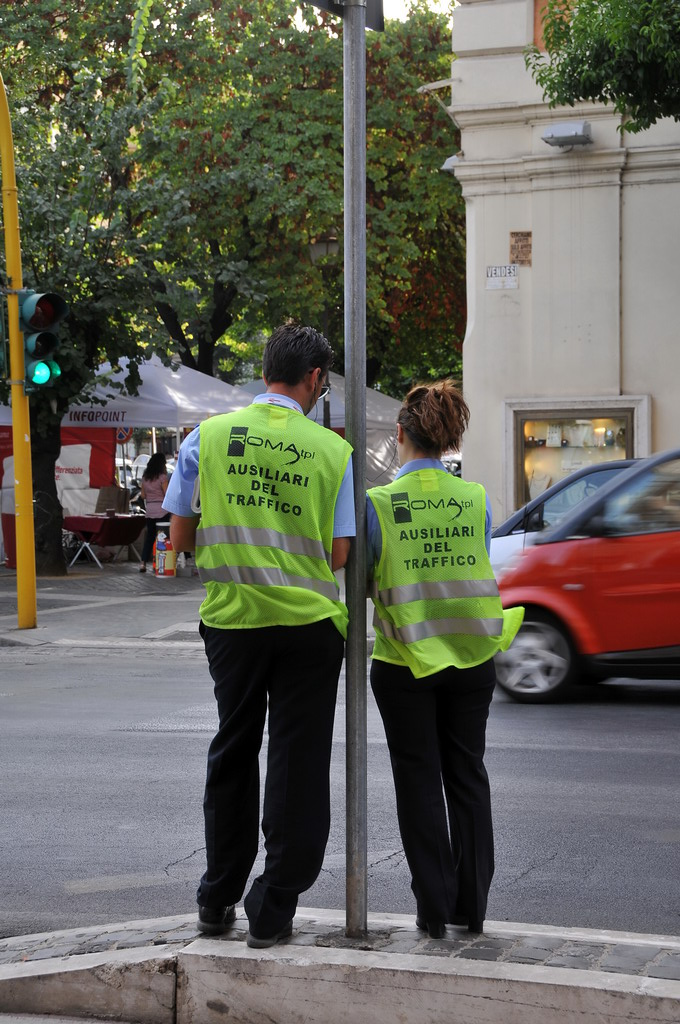
Ausiliari del traffico a Roma

L'ausiliario del traffico (o ausiliario della sosta a seconda delle competenze, nel linguaggio comune), in Italia, è una figura prevista dal codice della strada, istituita dall'articolo 17 commi 132 e 133 della legge 15 maggio 1997, n. 127.

## Evoluzione giuridico-normativa della figura
L'originaria disciplina del 1997 non era molto dettagliata e poco dopo in giurisprudenza sorse un dibattito circa la qualificazione giuridica della figura, e sui limiti dei relativi poteri.
Sul primo punto in giurisprudenza si è molto dibattuto se gli ausiliari fossero da considerare a tutti gli effetti degli incaricati di pubblico servizio, e quindi la loro attività di accertamento e prevenzione si dovesse limitare ad una mera segnalazione alla polizia municipale delle infrazioni rilevate al codice della strada, o se invece rivestissero la natura di pubblici ufficiali, la Cassazione in merito era espressa in modo favorevole; la Suprema Corte di Cassazione ha specificato con ordinanza Num. 27649 del 15/05/2018 che "'l'attribuzione al cosiddetto ausiliario del traffico della qualità di pubblico ufficiale o di incaricato di pubblico servizio deve essere intesa in un rapporto di stretta connessione con l'attività per legge indicata come di competenza del primo (Sez. 6, n. 38877 del 05/07/2006, D'Arcangelo, Rv. 235229). Là dove l'ausiliario del traffico si trovi ad esercitare le funzioni, di sua competenza, di accertamento e di contestazione delle violazioni al codice della strada nelle aree oggetto di concessione all'impresa, da cui il primo dipenda, di gestione dei parcheggi e delle zone immediatamente limitrofe (art. 17, comma 132, legge 15 maggio 1997, n. 127, così come interpretato dall'art. 68 legge 23 dicembre 1999, n. 488), egli assume, in particolare, la veste di pubblico ufficiale nella finalità certificativa ed autoritativa dei poteri esercitati per potestà riconosciutagli per legge (Sez. U, n. 7958 del 27/03/1992, Delogu, Rv. 191171; ripresa, tra le altre, quanto all'indicata affermazione di principio, da: Sez. 6, n. 28412 del 08/03/2013, Nogherotto, Rv. 255606)."
Sul secondo punto, i poteri ed i limiti degli ausiliari sono stati parimenti molto discussi dando origine a molti ricorsi giudiziari innanzi ai giudice di pace italiani contro gli atti da essi compilati nell'esercizio delle loro funzioni. La giurisprudenza della Suprema Corte di Cassazione è intervenuta più volte nel tempo, per fare chiarezza sulle loro attribuzioni in caso di infrazioni che esulino dal semplice "ticket scaduto" o "mancato pagamento della sosta"; si ricordino in proposito alcune sentenze quali la n. 7336 del 7 aprile 2005 che ha negato la possibilità di contestare infrazioni per parcheggio su marciapiede, a meno che non sia adibito all'uso la n. 20558 del 28 settembre 2007 che ha affermato il potere di rilevazione nel territorio gestito dalla società, la sentenza n. 5621 del 9 marzo 2009, ha precisato che le aree in cui sia possibile elevare infrazioni sono quelle che contemplano la sosta a pagamento
La sentenza n. 2973 del 15 gennaio 2016 è invece intervenuta sulla legittimità delle multe elevate all'interno degli stalli per la sosta marcati con strisce blu e nelle corsie riservate ai mezzi di trasporto pubblico. Con tale sentenza la Cassazione ha precisato che le competenze degli ausiliari del traffico dipendenti di società concessionarie della gestione dei parcheggi sono limitate:
[...] alle sole aree adibite al parcheggio a pagamento, seppure connesse nell'area oggetto di concessione, ma solo limitatamente agli spazi distinti con strisce blu [...]
Tale verbale è da ritenersi valido anche quando il veicolo è in sosta nell'area adiacente a quella destinata alla sosta a pagamento, ovvero nel cosiddetto "spazio funzionale" intendo per esso lo spazio necessario per le manovre di accesso e uscita dal parcheggio, cioè quella zona posizionata in prossimità delle strisce blu che deve necessariamente essere utilizzata per consentire il parcheggio. Inoltre la richiamata sentenza del 2016 ha fornito importanti chiarimenti sui poteri attribuiti al personale ispettivo delle aziende di trasporto, affermando il seguente principio di diritto:
"i dipendenti di aziende esercenti il trasporto pubblico di persone aventi funzioni ispettive [...], possono accertare le violazioni in materia di circolazione e sosta in funzione di prevenzione e di accertamento, limitatamente alle corsie riservate al trasporto pubblico, essendo esclusa la possibilità di estendere l’esercizio di tali poteri all'intero territorio cittadino".
Tale orientamento è stato confermato dalla da sentenza n. 3494 del 6 febbraio 2019.
Infine, la legge 11 settembre 2020, n. 120, di conversione, con modificazioni, del decreto legge 16 luglio 2020, n. 76, modificando la precedente disciplina della legge n. 127/1997, ha introdotto l'art. 12 bis nel codice della strada italiano che ha definitivamente sancito il ruolo di pubblico ufficiale nell'esercizio delle sue funzioni ed ha meglio chiarito i poteri di questi ultimi circa i poteri sanzionatori.

## Disciplina attuale
L'attuale formulazione dell'art. 12 bis del d.lgs. 30 aprile 1992, n. 285 dispone in particolare:
Comma 1: "Con provvedimento del sindaco possono essere conferite funzioni di prevenzione e accertamento di tutte le violazioni in materia di sosta nell'ambito delle aree oggetto dell'affidamento per la sosta regolamentata o a pagamento, aree verdi comprese, a dipendenti comunali o delle società private e pubbliche esercenti la gestione della sosta di superficie a pagamento o dei parcheggi. Con provvedimento del sindaco possono, inoltre, essere conferite a dipendenti comunali o a dipendenti delle aziende municipalizzate o delle imprese addette alla raccolta dei rifiuti urbani e alla pulizia delle strade funzioni di prevenzione e accertamento di tutte le violazioni in materia di sosta o di fermata connesse all'espletamento delle predette attività."
Comma 2: "Le funzioni di prevenzione e accertamento delle violazioni in materia di sosta e di fermata sono svolte dal personale, nominativamente designato in tale funzione con il provvedimento del sindaco di cui al comma 1, previo accertamento dell'assenza di precedenti o pendenze penali e con l'effettuazione e il superamento di un'adeguata formazione. Tale personale, durante lo svolgimento delle proprie mansioni, riveste la qualifica di pubblico ufficiale."
Comma 3: "Le funzioni di cui al comma 1 possono essere conferite anche al personale ispettivo delle aziende esercenti il trasporto pubblico di persone. A tale personale sono inoltre conferite, con le stesse modalità di cui al comma 1, le funzioni di prevenzione e accertamento in materia di circolazione, fermata e sosta sulle corsie e strade ove transitano i veicoli adibiti al servizio di linea."
Comma 4: "Al personale di cui al presente articolo e' conferito il potere di contestazione delle infrazioni di cui agli articoli 7, 157 e 158, in ragione delle funzioni attribuibili ai sensi dei commi 1 e 2, nonché di disporre la rimozione dei veicoli ai sensi dell'articolo 159, limitatamente agli ambiti oggetto di affidamento di cui al presente articolo. Al suddetto personale e'  conferito il potere di contestazione nonché di redazione e sottoscrizione del verbale di accertamento delle violazioni di propria competenza. Al personale di cui al comma 1, secondo periodo, e di cui al comma 3 e', altresì, conferito il potere di compiere accertamenti di violazioni in materia di sosta o di fermata in aree limitrofe a quelle oggetto dell'affidamento o di gestione dell'attività di propria competenza che sono funzionali, rispettivamente, alla gestione degli spazi per la raccolta dei rifiuti urbani o alla fruizione delle corsie o delle strade riservate al servizio di linea. Il personale dipendente dalle società di gestione dei parcheggi di cui al comma 1, primo periodo, ha possibilità di accertare violazioni relative alla sosta o alla fermata anche nelle aree immediatamente limitrofe alle aree oggetto dell'affidamento solo quando queste costituiscono lo spazio minimo indispensabile per compiere le manovre necessarie a garantire la concreta fruizione dello spazio di sosta regolamentata o del parcheggio oggetto dell'affidamento."
Comma 5: "L'Attività sanzionatoria di cui al presente articolo, successiva all'emissione del verbale da parte del personale, e l'organizzazione del relativo servizio sono di competenza dell'amministrazione comunale attraverso gli uffici o i comandi a ciò preposti, a cui compete anche tutta l'attività autorizzativa e di verifica sull'operato. I comuni possono conferire alle società di cui ai commi 1, 2 e 3 la facoltà di esercitare tutte le azioni necessarie al recupero delle evasioni tariffarie e dei mancati pagamenti, ivi compresi il rimborso delle spese, gli interessi e le penali. Le modalità operative e gli importi di tali azioni di recupero sono oggetto di negoziazione tra il soggetto concedente ed il concessionario."
Comma 6: "Ai fini dell'accertamento nonché per la redazione della documentazione in ordine alle violazioni di cui al presente articolo e' possibile ricorrere all'uso della tecnologia digitale e a strumenti elettronici e fotografici."
Comma 7: "Dall'attuazione del presente articolo non devono derivare nuovi o maggiori oneri a carico della finanza pubblica."

## Tipologie
Secondo l'attuale normativa è possibile identificare quattro tipi di ausiliario:
- Dipendenti comunali, diversi dagli agenti della polizia municipale e da quelli muniti dell'abilitazione di cui all'art. 12, comma 3 del codice della strada, hanno funzioni di accertamento di tutte le violazioni (articoli 7, 157 e 158) relative alla sosta o alla fermata nell'ambito delle aree di sosta regolamentata o a pagamento, aree verdi comprese, e nelle aree e negli spazi, anche limitrofi, funzionali alla raccolta dei rifiuti urbani e della pulizia delle strade;

- Dipendenti di enti o di imprese, quali, ad esempio, aziende speciali, altri enti di gestione comunque denominati ovvero società private o pubbliche, alle quali è stata affidata la gestione di parcheggi ovvero di aree di sosta a pagamento, diversamente dai precedenti, hanno funzioni di accertamento di tutte le violazioni (articoli 7, 157 e 158) relative alla sosta o alla fermata nei parcheggi e sulle strade del territorio comunale in cui esistono aree di sosta a pagamento concesse all'azienda o all'impresa da cui dipendono. A questi soggetti è da riconoscersi un ambito circoscritto di competenza riconducibile essenzialmente all'accertamento delle violazioni commesse in aree comunali, urbane o extraurbane, che con apposita delibera della giunta comunale sono state specificamente destinate al parcheggio o alla sosta sulla carreggiata e per la cui fruizione è imposto il pagamento di una somma di denaro. La loro competenza si estende anche nelle aree immediatamente limitrofe alle aree oggetto dell'affidamento solo quando queste costituiscono lo spazio minimo indispensabile per compiere le manovre necessarie a garantire la concreta fruizione dello spazio di sosta a pagamento o del parcheggio oggetto dell'affidamento.[9] Il comma 4 conferisce loro il potere di disporre la rimozione dei veicoli ai sensi dell'articolo 159 del Codice della Strada. Inoltre per tutta la durata del servizio rivestono la qualifica di Pubblico Ufficiale (art. 12-bis comma 2);

- Dipendenti delle aziende municipalizzate o delle imprese addette alla raccolta dei rifiuti urbani e alla pulizia delle strade, hanno funzioni di accertamento di tutte le violazioni (articoli 7, 157 e 158) relative alla sosta o alla fermata nelle aree e negli spazi, anche limitrofi, funzionali alla raccolta dei rifiuti urbani e della pulizia delle strade.

Tuttavia non possono contestare altre infrazioni relative al codice della strada, ed il loro ambito d'azione è circoscritto al territorio presso il quale operino, ai sensi del comma 4 dell'Art. 12-bis del C.d.S.possono provvedere alla rimozione dei veicoli limitatamente agli ambiti oggetto di affidamento.
- Personale ispettivo dipendente delle aziende esercenti servizio di trasporto pubblico di persone, comprese le aziende speciali comunque denominate, ovvero appartenente ad enti di gestione previsti dalla legge 8 giugno 1990, n. 142, hanno funzioni di accertamento in materia di circolazione, fermata e sosta sulle corsie e strade ove transitano i veicoli adibiti al servizio di linea, hanno altresì il potere di compiere accertamenti di violazioni in materia di sosta o di fermata in aree limitrofe a quelle oggetto di gestione dell'attività di propria competenza che sono funzionali, alla fruizione delle corsie o delle strade riservate al servizio di linea.

## Requisiti
Generalmente viene richiesto:
1. possesso di patente di guida di categoria "B" o superiore;
2. aver conseguito il diploma di licenza media ovvero di scuola secondaria di primo grado;
3. assenza di condanne penali e carichi pendenti per reati non colposi;
4. è necessario frequentare un corso di formazione teorico pratico di almeno 2 mesi[10] tenuto da docenti esperti della materia presso la polizia municipale, avente ad oggetto:
  1. le norme che disciplinano la sosta, fermata e la circolazione stradale;
  2. prevenzione e accertamento delle violazioni che riguardano la sosta e la fermata;
  3. informazioni sul procedimento sanzionatorio;
  4. esercitazioni all'uso dei moduli prestampati da utilizzare durante il lavoro.

Solo dopo aver frequentato tale corso, bisognerà superare un esame di idoneità, e successivamente si verrà nominati con apposito decreto emanato dal sindaco.

## Poteri
La giurisprudenza si è più volte espressa in merito ai poteri degli ausiliari: ad esempio la corte costituzionale, con la sentenza n. 157 del maggio 2001 si è così espressa:

### L'avviso di accertamento

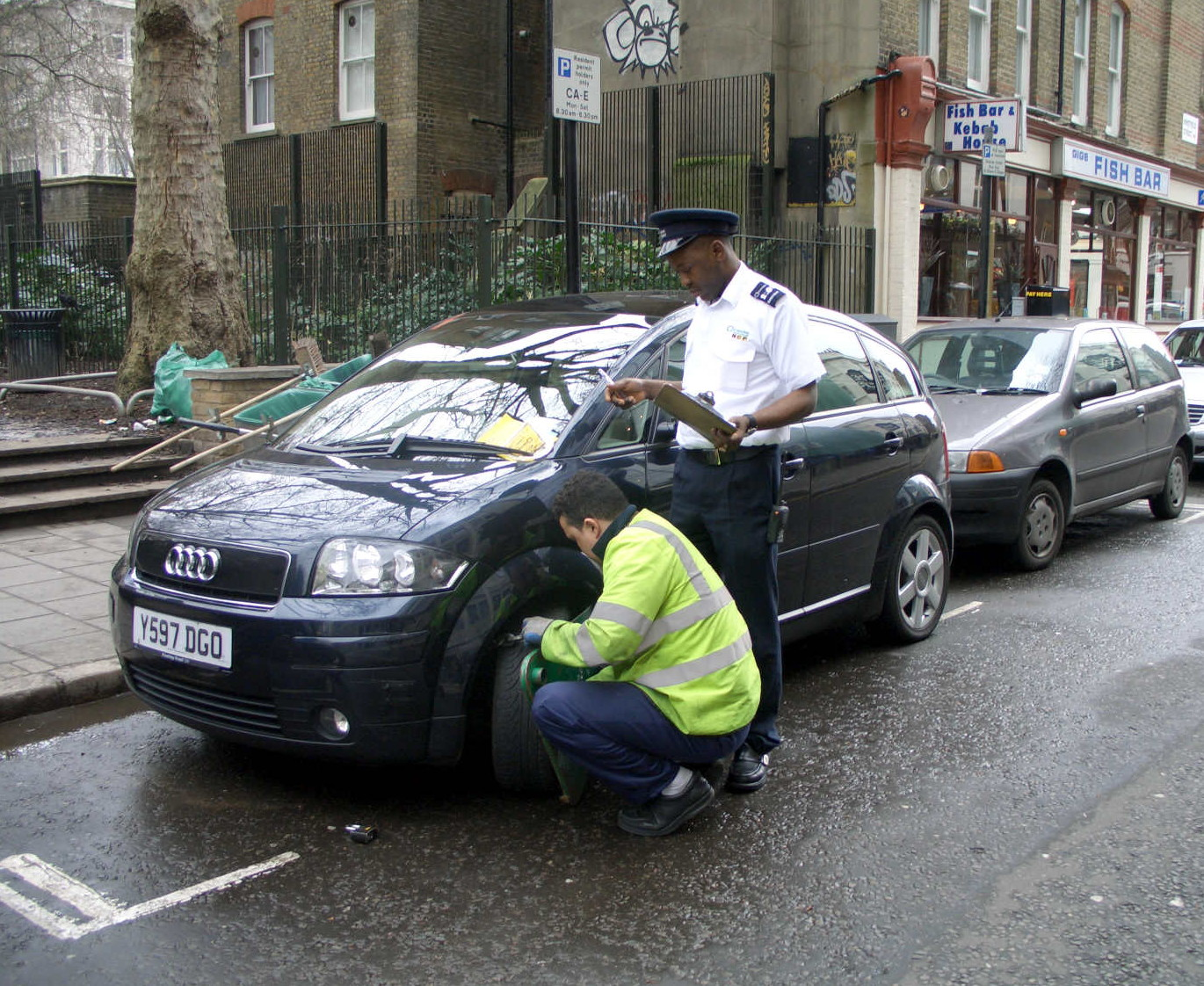
Un poliziotto ed un ausiliare del traffico effettuano dei controlli su un veicolo nel Regno Unito.

L'avviso di accertamento d'infrazione è un atto amministrativo di natura particolare, consistente dal punto di vista materiale in un foglietto colorato che l'agente accertatore rilascia sul parabrezza del veicolo quando l'infrazione è rilevata in assenza del conducente. La sentenza della Suprema Corte di Cassazione n. 5447 del 9 marzo 2007 ha affermato che nessuna legge impone il rilascio del preavviso, la cui mancanza peraltro non ostacola in alcun modo il diritto di difesa.
Non costituisce un processo verbale in quanto non ne possiede alcuni requisiti essenziali come l'identificazione dell'agente accertatore (che si limita a firmare indicando una matricola ed una sigla) e soprattutto mancano le generalità del conducente. Non è possibile quindi impugnarlo perché rappresenta solo un preavviso di violazione costituito da un atto di avvio della attività di accertamento dell’illecito (in modo da rendere chiaro al destinatario la norma o le norme violate, il “quantum” della sanzione e la eventuale ammissibilità della conciliazione amministrativa), ossia informa il trasgressore che su quella data autovettura è stato iniziato un procedimento sanzionatorio-amministrativo per aver infranto un determinato articolo del codice della strada, per cui l'utente, venutone a conoscenza, ha 2 possibilità di scelta:
1. riconosce il proprio errore e paga la sanzione amministrativa indicata sullo stesso in via breve e senza le maggiorazioni dovute per le spese di notifica usando il bollettino allegato, e in tal caso il procedimento amministrativo si arresta in modo definitivo;
2. aspettare che l'atto sia notificato sotto forma di verbale di contestazione per infrazione al codice della strada, per poterlo impugnare innanzi al prefetto o al giudice di pace ai sensi della legge n. 689 del 24 novembre 1981.

### Annullamento dei preavvisi di accertamento
Circa l'eventuale annullabilità degli avvisi di accertamento, la Cassazione, VI sezione civile, con ordinanza n.1067 del 25 gennaio 2012 ha ritenuto che è irrilevante la “discrasia” tra quanto riportato nel preavviso e quanto più dettagliatamente indicato nel verbale (quindi eventuali differenze tra preavviso e verbale non costituiscono motivo valido per impugnare il verbale).
La legge non prevede procedure specifiche da adottare in caso di avvisi di accertamento manifestamente sbagliati; l'avviso di accertamento è comunque un atto pubblico e la sua soppressione arbitraria è penalmente perseguibile, pertanto il comando dell'organo accertatore può rinunciare alla compilazione del processo verbale che segue l'avviso di accertamento solamente nei seguenti casi di evidente errore che ne causano la nullità rilevabile d'ufficio in fase di autotutela della pubblica amministrazione:
1. Errori nel fatto storico (ad esempio lo scambio degli autoveicoli);
2. Fatti sopravvenuti tra la compilazione dell'avviso di accertamento e la redazione del verbale (ad esempio contestazione della sosta in ZTL senza esporre debita autorizzazione poi prontamente portata in visione all'organo accertatore).[senza fonte]

In questi casi il comando dell'organo accertatore procede non all'archiviazione ma all'annullamento in via di autotutela degli avvisi di accertamento, bloccando il procedimento sanzionatorio. Su ogni avviso di accertamento annullato va indicata la motivazione, inoltre la determinazione di annullamento deve essere sottoscritta dal dirigente alle cui dipendenze è posto l'organo accertatore, vi devono essere posti data e timbro dell'ufficio e va conservato agli atti con lo stesso avviso di accertamento.

### Verbale di contestazione
Il verbale di contestazione per infrazione al codice della strada, previsto dall'art. 200 dello stesso codice, compilato e notificato a seguito di un'infrazione alle norme del codice della strada rilevata dagli ausiliari è un atto pubblico con fede fino a querela di falso.
Il verbale deve:
1. contenere eventuali dichiarazioni del trasgressore cui chiede l'inserimento;
2. contenere la sommaria descrizione del fatto accertato;
3. contenere gli elementi essenziali per l'identificazione del trasgressore;
4. contenere la targa del veicolo con cui è stata commessa la violazione;
5. essere consegnata una copia al trasgressore (l'originale resta all'agente accertatore);
6. essere depositata un'altra copia al comando da cui dipende l'agente accertatore;
7. rispettare le prescrizioni previste dagli artt. 383 e 385 del regolamento di attuazione del codice della strada;
8. essere conforme al modello VI.1 allegato al codice;
9. contenere l'indicazione dell'organo che ha emesso il verbale;
10. contenere l'indicazione dell'agente accertatore (anche solo attraverso il numero di matricola);
11. contenere il numero progressivo del verbale.

Gli elementi principali che devono essere presenti all'interno di un verbale, ai sensi dell'art. 383 del regolamento di attuazione del codice della strada, sono:
- Giorno, ora, località ove è commessa l'infrazione;
- Generalità e residenza del trasgressore;
- Pagamento in misura ridotta se consentito;
- L'ammontare della somma da pagare;
- I termini del pagamento, l'ufficio o comando presso il quale questo può essere effettuato ed il numero di conto corrente postale o bancario che può eventualmente essere usato a tale scopo;
- Indicazione dell'autorità a cui proporre ricorso;

ove del caso:
- L'indicazione del proprietario del veicolo, o del soggetto solidale;
- Estremi della patente di guida;
- Tipo di veicolo e targa;
- Sommaria esposizione dei fatti e citazione della norma infranta;
- Eventuali dichiarazioni delle quali il trasgressore chiede l'inserimento.

Esso, ai sensi degli articoli 203 e 204 bis del codice della strada, può essere impugnato con ricorso entro il termine di 60 giorni dalla notifica presso il prefetto della provincia del territorio nel quale è stata accertata l'infrazione, o in via alternativa si può presentare ricorso entro 30 giorni al giudice di pace del luogo dove è stata accertata l'infrazione.
È bene notare che in caso di soccombenza di un ricorso presentato presso il prefetto competente per provincia, viene emesso una ordinanza-ingiunzione di pagamento per una somma determinata nel limite non inferiore al doppio del minimo edittale per ogni singola infrazione maggiorato delle spese, mentre in caso di soccombenza di un ricorso presso il giudice di pace di competenza, si ha la condanna al pagamento della sanzione impugnata nella misura decisa dal giudice maggiorata delle spese.

## Obblighi del trasgressore
Gli accertatori ai fini di poter compilare il verbale con tutti gli elementi necessari alla sua validità in caso di contestazione immediata, quando è presente il trasgressore, possono chiedere l'esibizione dei documenti relativi al veicolo ed al conducente che ha commesso la violazione. Nel caso in cui questi rifiuti di esibire i suindicati documenti gli ausiliari, in qualità di pubblici ufficiali, possono richiedere a questi di fornire le proprie generalità andando in tal caso incontro a possibili ed ulteriori sanzioni in conseguenza di ulteriore rifiuto. L'accertamento dell'infrazione seguirà poi il suo corso ordinario, ovvero il preavviso sarà consegnato agli uffici della polizia municipale e darà origine al verbale di contestazione, tuttavia in questi casi non trova applicazione l'art. 192 del codice della strada in quanto gli ausiliari sono inquadrati come svolgenti funzioni ausiliarie agli organi di polizia stradale.
In ongi caso, nell'ipotesi caso di false dichiarazioni, i mendaci potranno essere perseguiti ai sensi dell'art. 496 del codice penale italiano.

## Misure emergenza Covid-19
La Legge 30 dicembre 2020, n. 178 (Legge di Bilancio 2021) ha introdotto nell'articolo 1 il comma 818: "Al fine di assicurare che l'utilizzo dei mezzi di trasporto pubblico locale avvenga in conformità alle misure di contenimento della diffusione del COVID-19, dalla data di entrata in vigore della presente legge e fino alla cessazione dello stato di emergenza epidemiologica da COVID-19, al personale di cui ai commi da 1  a 3 dell'articolo 12-bis del codice della strada,  di cui al decreto legislativo 30 aprile 1992,  n.  285,  possono essere conferite le funzioni di controllo nonché di accertamento, ai sensi dell'articolo 4 del decreto-legge 25 marzo 2020,  n.19, convertito, con modificazioni, dalla legge 22 maggio 2020, n.35, del rispetto da parte dei viaggiatori delle modalità di utilizzazione del trasporto pubblico locale come disciplinate dalle misure di contenimento e di contrasto dei rischi sanitari derivanti dalla diffusione del COVID-19. Dall'attuazione del presente comma non devono derivare nuovi o maggiori oneri a carico della finanza pubblica."
Il comma 818 prevede che, fino alla cessazione dello stato di emergenza epidemiologica da COVID-19, agli ausiliari del traffico e della sosta, nonché al personale ispettivo delle aziende di trasporto pubblico locale, possano essere conferite funzioni di controllo e di accertamento con riguardo al rispetto, da parte degli utilizzatori del servizio di trasporto pubblico locale, delle disposizioni imposte ai fini del contenimento della diffusione dell’epidemia di Covid -19.